# Hermann Baumann
Hermann Baumann   (Suïssa, 23 de gener de 1921 - 19 de febrer de 1999) és un lluitador suís, ja retirat, especialista en lluita lliure, que va competir en els anys posteriors a la Segona Guerra Mundial.
El 1948 va prendre part en els Jocs Olímpics d'Estiu de Londres, on guanyà la medalla de bronze en la competició del pes lleuger del programa de lluita lliure.